# Topoľníky
Topoľníky (bis 1948 slowakisch „Ňáražd“; ungarisch Nyárasd) ist eine Gemeinde im Südwesten der Slowakei mit 3122 Einwohnern (Stand 31. Dezember 2024). Sie gehört zum Okres Dunajská Streda, einem Teil des Trnavský kraj.

## Geographie

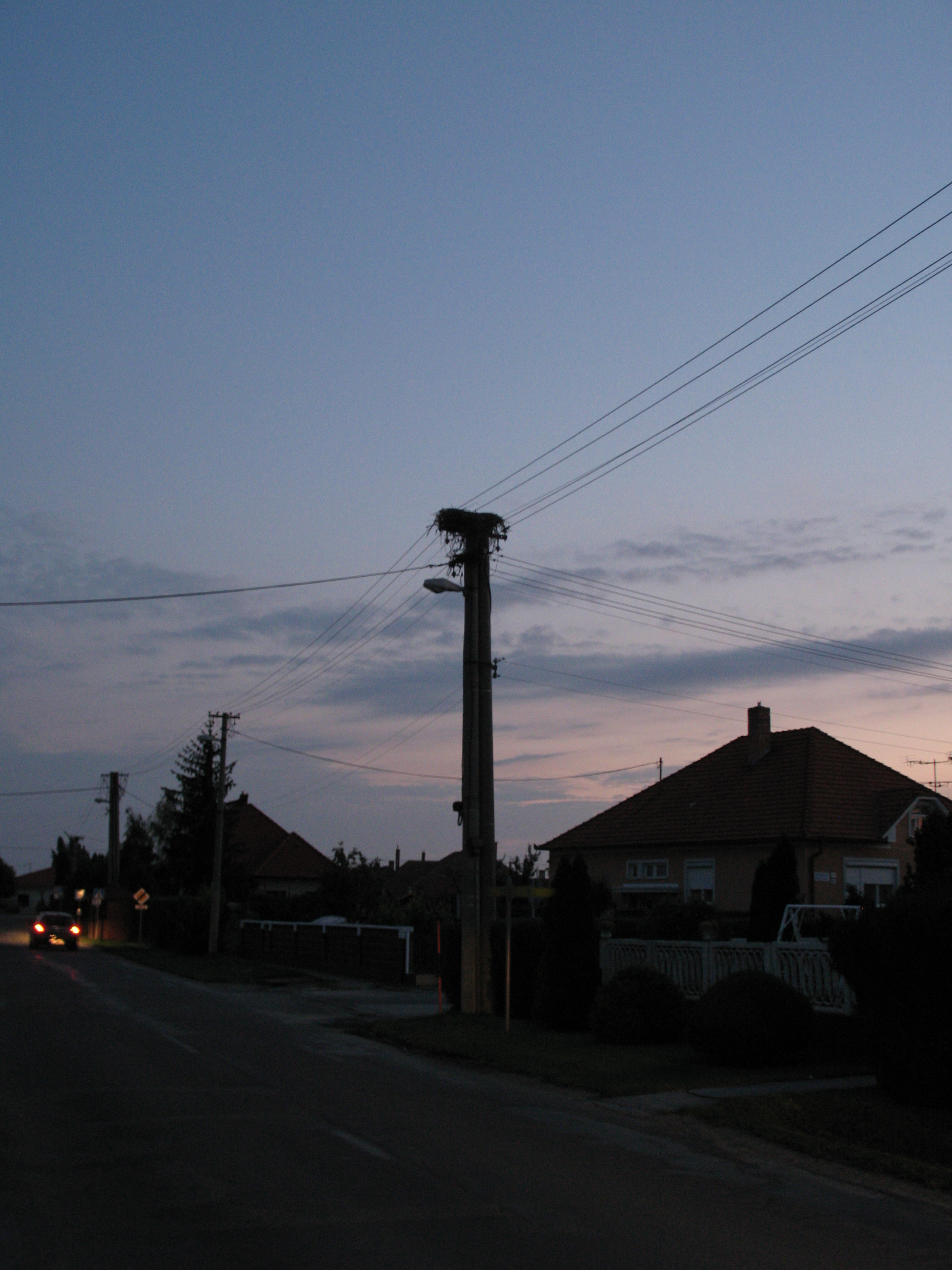
Storchennest in Topoľníky in der Dämmerung

Die Gemeinde befindet sich im slowakischen Donautiefland auf der Flussinsel Žitný ostrov. Das 34,82 km² große Gemeindegebiet ist eben und überwiegend entwaldet und von Auenböden bedeckt. Unweit des Ortes fließen die Kleine Donau sowie die Kanäle Klátovské rameno und Chotárny kanál. Das Ortszentrum liegt auf einer Höhe von 112 m n.m. und ist 16 Kilometer von Dunajská Streda sowie 30 Kilometer von Galanta entfernt.

## Geschichte
Die heutige Gemeinde entstand 1940 durch Zusammenschluss der Orte Dolný Ňáražd und Horný Ňáražd (damals ungarisch Alsónyárasd beziehungsweise Felsőnyárasd). Heute sind sie keine Gemeindeteile mehr.
Der Ort Dolný Ňáražd wurde zum ersten Mal 1113 als Narias schriftlich erwähnt und gehörte anfangs zum Geschlecht Agh, danach zu anderen Geschlechtern; 1553 sind Serédy und Mérey erwähnt und das Dorf war zwischen den Herrschaftsgütern von St. Georgen und Eberhardt geteilt, ehe es im 18. Jahrhundert zum Sitz eines eigenständigen Guts und einem Städtchen wurde. 1720 zählte man 23 Häuser und 1828 99 Häuser und 716 Einwohner.
Der Ort Horný Ňáražd entstand im 13. Jahrhundert auf jenem Grundstück, das König Béla IV. an den Pressburger Kapitel und Propst schenkte und wurde zum ersten Mal 1451 schriftlich erwähnt. Ursprüngliche Haupteinnahmequellen waren Fischfang und Jägerei, später durch Landwirtschaft und Viehzucht ersetzt. Besonders der Störfang war für Besitzer lukrativ. 1720 hatte das Dorf eine Mühle und 29 Steuerpflichtige, 1828 138 Häuser und 989 Einwohner.
Bis 1919 gehörten die im Komitat Pressburg liegende Orte zum Königreich Ungarn und kamen danach zur Tschechoslowakei beziehungsweise heute Slowakei. Auf Grund des Ersten Wiener Schiedsspruchs lagen sie 1938–45 noch einmal in Ungarn.

## Name
Der Name leitet sich vom ungarischen Wort nyárfa (= Pappel) ab und somit bedeutet der Name Nyárasd so viel wie „Ort, an dem Pappeln wachsen“. Ebenso ist er die Basis für die 1948 eingeführte slowakisierte Form Topoľníky.

## Bevölkerung
| Jahr                | 1994 | 2004    | 2014    | 2024    |
| ------------------- | ---- | ------- | ------- | ------- |
| Anzahl der Personen | 2991 | 3001    | 3018    | 3122    |
| Unterschied         |      | +0,33 % | +0,56 % | +3,44 % |

| Jahr                | 2023 | 2024    |
| ------------------- | ---- | ------- |
| Anzahl der Personen | 3132 | 3122    |
| Unterschied         |      | −0,31 % |

Nach der Volkszählung 2011 lebten in Topoľníky 3045 Einwohner, davon 2690 Magyaren, 186 Slowaken, 63 Tschechen, 28 Roma, 14 Deutsche und andere. 105 Einwohner gaben keine Angabe an. 2461 Einwohner bekannten sich zur römisch-katholischen Kirche, 307 Einwohner waren konfessionslos, bei 123 Einwohnern ist die Konfession nicht ermittelt und 101 Einwohner gehörten zur reformierten Kirche.
Ergebnisse der Volkszählung 2001 (3015 Einwohner):
| Nach Ethnie: - 93,03 % Magyaren - 5,24 % Slowaken - 0,50 % Roma - 0,20 % Tschechen | Nach Konfession: - 83,32 % römisch-katholisch - 9,82 % konfessionslos - 3,08 % keine Angabe - 0,60 % evangelisch |

## Sehenswürdigkeiten
- römisch-katholische Kirche im gotischen Stil, 1852 im spätbarocken Stil umgebaut
- Pranger aus dem Jahr 1796
- Denkmal an eine Schlacht, die 1849 während der Revolution von 1848/49 stattfand

## Infrastruktur
Die Wasser- und Gasleitungen sind vollständig ausgebaut, es gibt jedoch noch keine Kanalisation. Es gibt ein Kulturhaus samt Bücherei, ein Kindergarten, eine Grundschule sowie ein Postamt. Durch Topoľníky verläuft die Straße 2. Ordnung 561 (Galanta–Veľký Meder), der Anschluss an die Straße 1. Ordnung 63 (Bratislava–Komárno) ist in Dolný Štál, sechs Kilometer entfernt. Der nächste Bahnhof (Bahnstrecke Bratislava–Komárno) befindet sich ebenfalls in Dolný Štál und ist vier Kilometer entfernt.